# Siedlisko (Braniewo)
Siedlisko (deutsch Einsiedel) ist ein Dorf in der polnischen Woiwodschaft Ermland-Masuren innerhalb der Landgemeinde Braniewo im Powiat Braniewski. Bis 1945 gehörte es zum Kreis Heiligenbeil in Ostpreußen.

## Geographische Lage
Siedlisko liegt im Nordwesten der Woiwodschaft Ermland-Masuren und sechs Kilometer südlich der Grenze zwischen Polen (südliches Ostpreußen) und Russland (nördliches Ostpreußen). Bis zur früheren Kreisstadt Heiligenbeil (heute russisch Mamonowo) sind es zehn Kilometer in nordöstlicher Richtung, während die heutige Kreismetropole Braniewo (deutsch Braunsberg) zwei Kilometer in südwestlicher Richtung entfernt liegt.

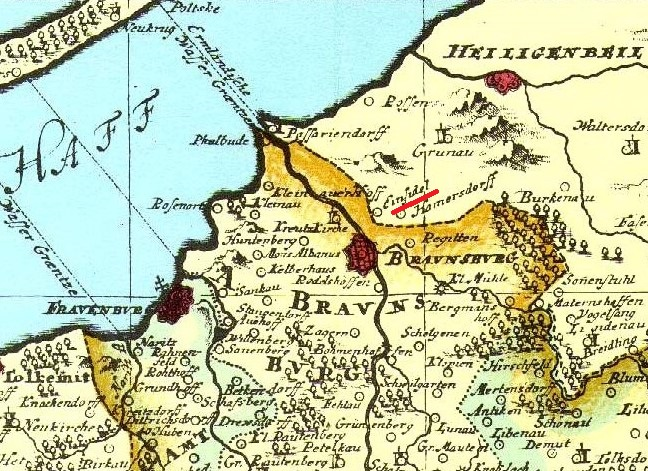
Einsiedel (gekennzeichnet!) auf einer Ermland-Karte von 1755

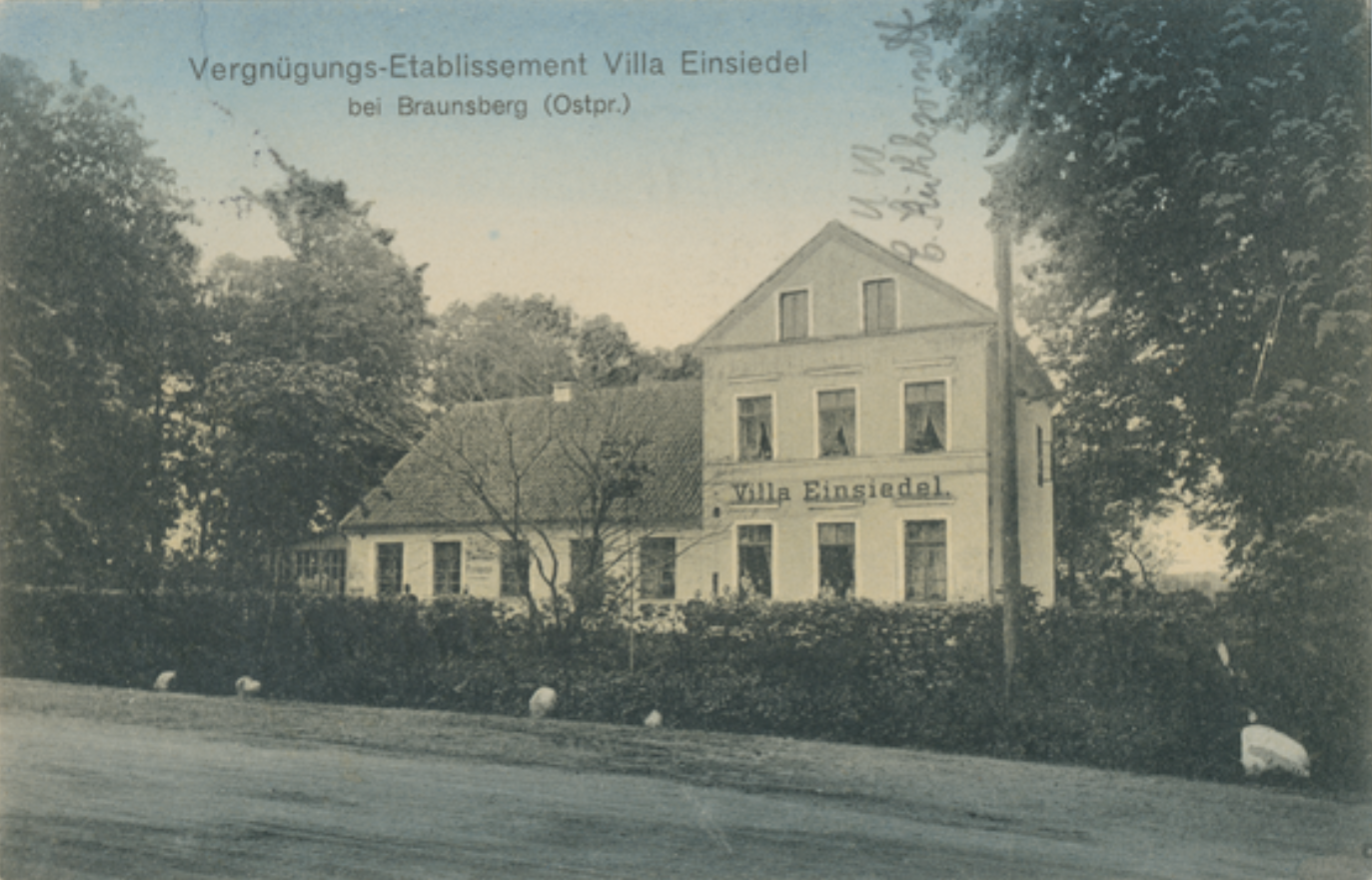
Villa Einsiedel bei Braunsberg (Ostpr.), um 1910

## Geschichte
Einsiedel, auch Einsiedel Krug, wurde 1330 erstmals offiziell erwähnt, und zwar im Zusammenhang einer Straße, die von Braunsberg nach Königsberg (Preußen) führte. Südlich von Einsiedel verlief die Grenze zwischen Natangen und dem Ermland, zu Zeiten des Deutschen Ordens befand sich hier ein Grenzwachturm, später ein Klostergasthaus und dann ein allseits bekannter Krug zur Bewirtung der klösterlichen Gäste bzw. Kaufleute, die in das Handelszentrum Braunsberg zogen.
Bereits 1331 wurden die ersten Pflastersteine für die durch Einsiedel führende Straße (die frühere deutsche Reichsstraße 1, heutige Landesstraße 54 auf polnischem und Regionalstraße 27A-020 auf russischem Gebiet) verlegt. Die Grenze zum Deutschen Orden wurde mehrfach korrigiert. Innerorts befand sich ein Hof, der aber im Reiterkrieg 1521 zerstört wurde. Außerdem war da noch der Krug, den der Orden verpachtete und der zu allen Zeiten florierte. Zur Franzosenzeit gab es 1807 hier etliche Scharmützel, denn er preußische Generalleutnant Anton Wilhelm von L’Estocq hatte in dieser Gegend sein Hauptquartier aufgeschlagen.
Der Gutsbezirk Einsiedel wurde 1874 in den neu errichteten Amtsbezirk Grunau (polnisch Gronowo) im Kreis Heiligenbeil im Regierungsbezirk Königsberg in Ostpreußen eingegliedert. Im Jahre 1910 zählte Einsiedel 23 Einwohner.
Am 30. September 1928 verlor der Gutsbezirk Einsiedel seine Eigenständigkeit. Er wurde mit dem Gutsbezirk Hammersdorf (heute polnisch Młoteczno) und der Gemeinde Radau (Rodowo) zur neuen Landgemeinde Hammersdorf zusammengeschlossen.

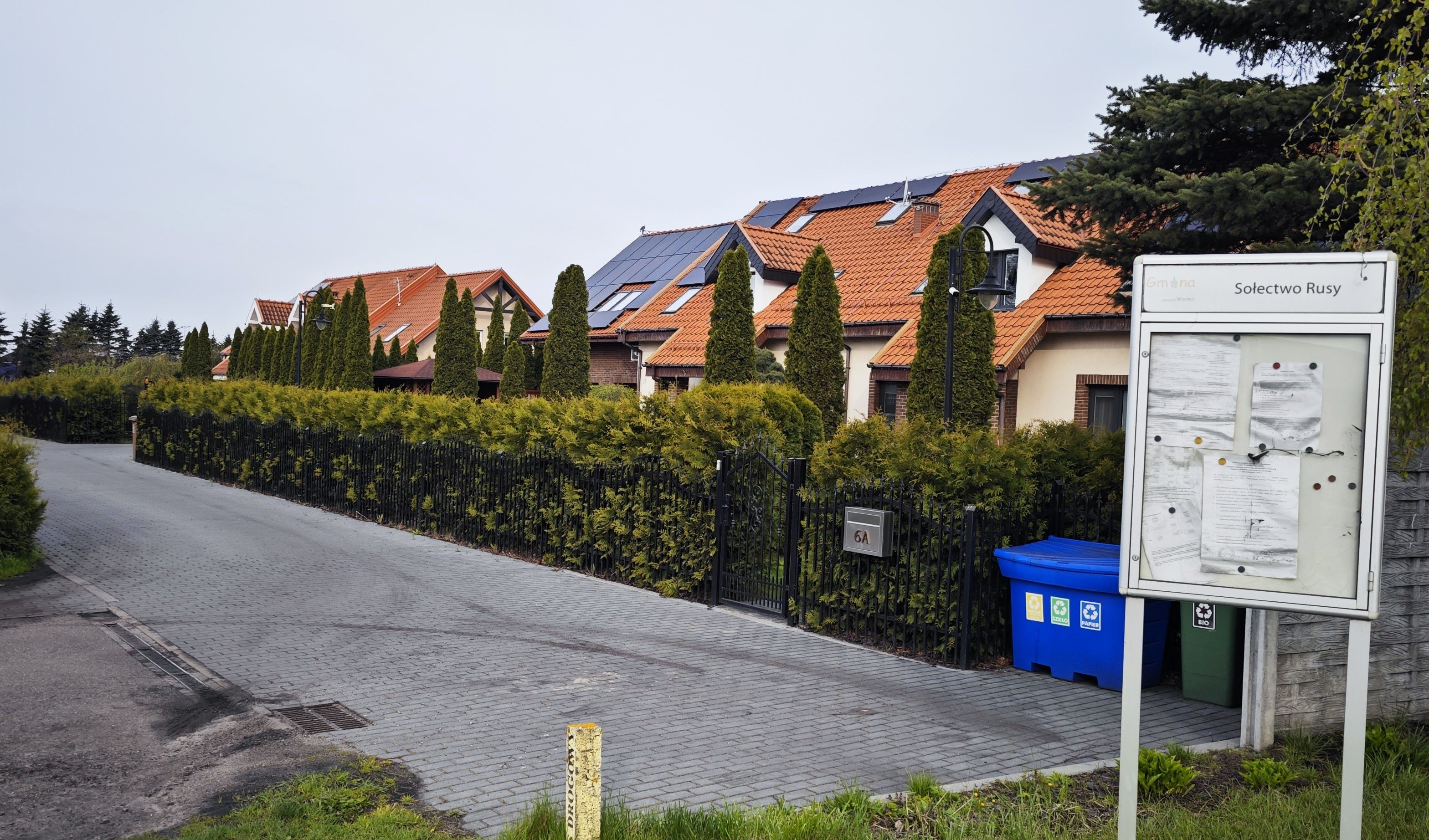
Wohnhäuser in Siedlisko (2023)

Bis ins 20. Jahrhundert hinein blieb die Erinnerung an die früheren Grenzziehungen bei Einsiedel bestehen, als genau hier auch die Grenze zwischen den Kreisen Kreis Heiligenbeil und Kreis Braunsberg verlief. 1945 wurde eine erneute Grenze – allerdings weiter nördlich bei Grunau – gezogen, als in Kriegsfolge Ostpreußen zwischen der Sowjetunion (Norden) und Polen (Süden) geteilt wurde. Einsiedel liegt auf der Seite Polens und trägt seit dem 1. Oktober 1948 die polnische Ortsbezeichnung „Siedlisko“. Das Dorf ist eingebettet in die Landgemeinde Braniewo (Braunsberg) im Powiat Braniewski (Kreis Braunsberg) und gehörte von 1975 bis 1998 zur Woiwodschaft Elbląg, die dann in der Woiwodschaft Ermland-Masuren aufging.

## Religion
Bis 1945 war Einsiedel in die evangelische Kirche Grunau (Gronowo) im Kirchenkreis Heiligenbeil in der Kirchenprovinz Ostpreußen der Kirche der Altpreußischen Union eingegliedert. Heute gehört die überwiegend römisch-katholische Bevölkerung Siedliskos zur Pfarrei in Braniewo (Braunsberg) im jetzigen Erzbistum Ermland.

## Verkehr

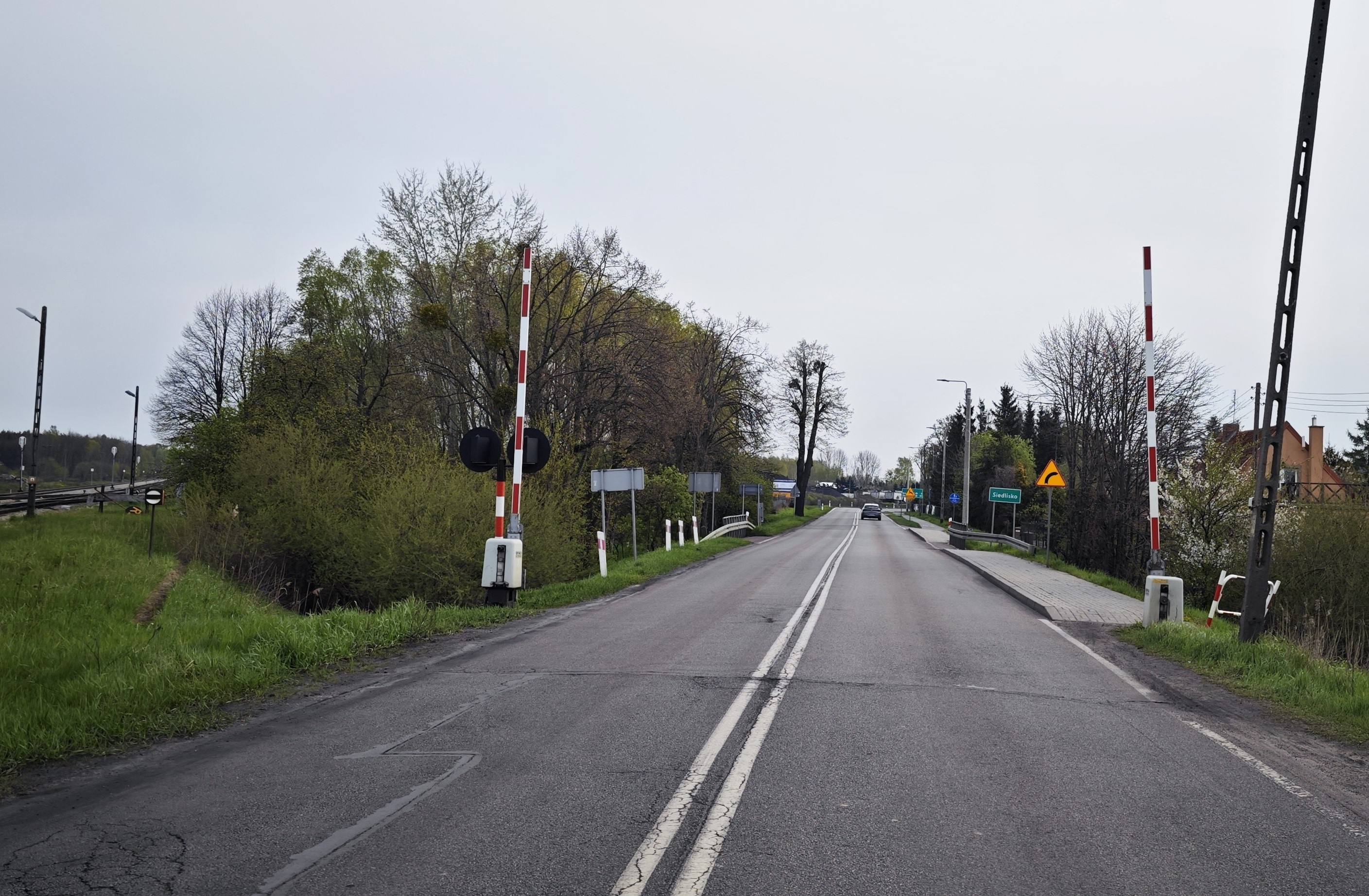
Die DK 54-Einfahrt in Siedlisko

Siedlisko liegt an der historischen Straße, die heute als von Chruściel (Tiedmannsdorf) über Braniewo kommende und an der polnisch-russischen Staatsgrenze endende Landesstraße 54 durch den Ort führt.
Die nächste Bahnstation ist Braniewo, die vor 1945 an der Bahnstrecke Berlin–königsberg (Preußische Ostbah) lag. Nach 1945 wird diese Strecke als PKP-Linie 204 nur noch im Abschnitt Malbork–Braniewo (–Grenze) befahren.